# 弱羊舌鮃
弱羊舌鮃為輻鰭魚綱鰈形目鰈亞目鮃科的其中一種，為熱帶海水魚，分布於太平洋區，從印尼至夏威夷群島、萊恩群島海域，棲息深度150-440公尺，體長可達17公分，棲息在底層水域，以底棲生物為食，生活習性不明。